# Neuroeducación
Neuroeducación o neuropedagogía es la disciplina o transdisciplina que promueve una mayor integración de las ciencias de la educación con aquellas que se ocupan del desarrollo neurológico.

## Introducción
Neuropsicología es el estudio del sistema nervioso desde un enfoque multidisciplinar ya que intenta explicar la base material y funcional sobre los fenómenos que atraviesa la mente humana. Arthur Benton, en 1971, publicó en su libro denominado Introducción a la neuropsicología, que las funciones cerebrales, la estructura psíquica y la sistematización sociocognitiva en todos sus aspectos normales y patológicos, abarcando todos los periodos evolutivos.
Neuropsicología infantil se define como ciencia interdisciplinar que estudia las relaciones entre la conducta y el cerebro durante el periodo de desarrollo, siendo sus límites de actualización el nacimiento y el inicio de la pubertad. De ahí se ha desprendido la neuropsicología del aprendizaje, neuropsicología escolar, neuropedagogía, neurodidáctica o neuroeducación.
Un neuropsicólogo educativo es el profesional de la educación (pedagogo, psicopedagogo,  psicólogo educativo, etc.) que ha realizado estudios de postgrado en neuropsicología aplicada a la educación. Entre sus funciones están las de detectar dificultades en los procesos de enseñanza y aprendizaje y diseñar programas neuropsicológicos de intervención para optimizar el rendimiento escolar y atender a las necesidades educaticas.
En 1988, Gerhard Preiss, catedrático de didáctica de la Universidad de Friburgo, propuso introducir una asignatura autónoma basada en la investigación cerebral y en la pedagogía, a la que denominó neurodidáctica. Se trata de la aplicación de conocimientos acerca del funcionamiento del cerebro y de la intervención de procesos neurobiológicos en el aprendizaje, con la finalidad de que este sea óptimo y eficiente. De acuerdo con lo anterior, la pedagogía escolar y la didáctica general deben conceder más importancia al hecho de que el aprendizaje se lleva a cabo a través de procesos cerebrales y que los resultados cognitivos se amplían paralelamente al desarrollo del cerebro infantil.  Derivado de ello se está estudiando bajo que situaciones se puede optimizar el aprendizaje humano.
Algunas investigaciones arrojan que existen diversos trastornos del aprendizaje, por ejemplo, discalculia, dislexia, disgrafía, trastornos específicos del desarrollo del lenguaje (TEDL). Así mismo, se deben afrontar tempranamente las dificultades antes señaladas y esto se conocerá a través de una evaluación, diagnóstico y tratamiento, así como un ambiente pedagógico especialmente favorable.
El cerebro humano es un órgano de una complejidad asombrosa y es el fruto de una historia evolutiva que resulta crucial a la hora de proceder a su estudio, por eso las investigaciones comparadas de los procesos de aprendizaje entre diferentes especies son imprescindibles y, a su vez, resaltan el valor excepcional del ser humano. Los niños pequeños son ya capaces de enseñar a otros, y enseñando aprendemos, como decían los antiguos maestros, docendo discimus (Strauss, 2005). Pero es preciso explicitar las funciones neurocognitivas propias tanto del aprendizaje como de la enseñanza con el mayor detalle posible. Hoy la neuroeducación cuenta con recursos de alta tecnología como las imágenes cerebrales, las pruebas genéticas y las simulaciones computacionales. Mucho se está haciendo con ayuda de estas técnicas especialmente en el campo de las discapacidades y trastornos del aprendizaje, dislexia, discalculia, autismo, defectos de atención, etc. El desafío actual estriba en que la neuroeducación se extiende más allá de los estudios habituales de la patología del aprendizaje y es capaz de explorar los más variados temas de importancia educativa.

## Terminología y significado
La adopción del término neuroeducación, (que también se puede escribir neuro-educación o NeuroEducación) es muy reciente y merece ser analizado con algún detalle. En primer lugar, neuroeducación sugiere un encuentro entre las ciencias de la educación y las neurociencias, por eso se usan también expresiones como neurociencias educativas (educational neurosciences) y otras semejantes con el mismo propósito de integrar las ciencias del cerebro, de la mente y de la educación. John T. Bruer (1997, 2002) advierte sobre el largo camino que nos falta por recorrer antes de poder establecer puentes sólidos entre las disciplinas. Ciertamente la neuroeducación es una mezcla con muchos componentes y, además, se encuentra apenas en sus comienzos. Basta recorrer Internet para comprobar que hay decenas de referencias muy dispares (algunas decididamente estrafalarias) con ese nombre. 
La construcción de modelos y la búsqueda rigurosa de confirmación experimental en el caso de la neuroeducación debe ser prioritaria (Battro, 2000). Pero conviene prestar la máxima atención a la agenda científica puesto que no todo lo que se puede hacer se debe hacer. Estos criterios apuntan al campo de los valores, en particular a la ética de los métodos neurobiológicos aplicables a la enseñanza y al aprendizaje. Algunos métodos podrían vulnerar el principio de prudencia, otros el de responsabilidad civil o el derecho a la intimidad, para mencionar sólo ciertos obstáculos morales y legales que podrían presentarse. En este sentido, una neuroética comienza a perfilarse como necesaria en el siglo XXI y se está convirtiendo en tema de reflexión y debate (Marcus, 2002; Illis, 2005). Su aporte será decisivo para el futuro de la neuroeducación (Sheridan, Zinchenko & Gardner, 2005). En este sentido, una iniciativa importante es la del Centro de Ciencias del Cerebro y de la Sociedad (Instituto de Ciencia y Tecnología del Japón) que ha creado un grupo de investigación dedicado a temas específicos de neuroética (Koizumi, 2005).
Sin embargo, y como apunta Daniel Willingham, profesor de psicología cognitiva de la Universidad de Virginia, muchos de las aplicaciones prácticas que se proponen bajo el término de neuroeducación son resultado de lo que se conocen como neuromitos, es decir, concepciones erróneas sobre el funcionamiento cerebral, generadas a partir de una mala comprensión o interpretación de los hechos o afirmaciones científicas de la investigación sobre el cerebro. Como afirma Willingham, los laboratorios son sencillos, porque podemos controlar todas las variables, mientras que las clases son complejas. 

## Hemisferios cerebrales
Las partes del cerebro que intervienen en el lenguaje son el área de Broca y el área de Wernicke, la corteza motora y el tálamo.
Área de Broca
Nombrada así por los descubrimientos de Paul Broca en neurociencia sobre el trastorno de lenguaje afasia. Se trata del área responsable de la producción del lenguaje. Las personas con problemas e dicha área, hablan poco, con lentitud y esfuerzo, su articulación es pobre y presentan dificultad para enunciar sonidos correctamente. A pesar de ello, es posible comprender el lenguaje hablado y escrito. 
Área Wernicke
Carl Wernicke, describió un tipo de afasia distinta a la descrita por Paul Broca. Se presenta facilidad para hablar, sin embargo, el discurso carece de contenido informativo. El área Wernicke, entonces, se encarga de la comprensión del lenguaje. 
En psicología y educación, se destaca la importancia del estudio de estas dos áreas, para identificar estrategias didácticas y enfoques para la potenciación de habilidades vinculadas al lenguaje. 

## El estudio del cerebro en la escuela
En la práctica la mayoría de las investigaciones neurocognitivas ligadas a la educación se realizan por el momento fuera de la escuela, en ambientes controlados, en hospitales y laboratorios experimentales, con equipos de alta complejidad de imágenes funcionales del cerebro (fMRI, MEG, EEG, NIRS, PET, etc.). Con estos instrumentos podemos investigar el cerebro que aprende conceptos de física (Fugelsang y Dunbar, 2005) y de matemáticas (Dehaene, 1997, Butterworth, 1999) o el cerebro bilingüe entre otros muchos temas de las artes y de las ciencias con resultados de considerable valor para la neuroeducación. 
Por otra parte, la neuroeducación aspira también a estudiar en el aula misma los procesos neurocognitivos de aprendizaje y de enseñanza durante el diálogo entre maestros y alumnos aunque ello por ahora no es fácil por razones técnicas tanto como culturales. Comprobamos, por ejemplo, que no hay por el momento estudios con imágenes funcionales del cerebro que enseña y esta carencia es un signo evidente de la asimetría de las investigaciones actuales y de la complejidad del tema. Todo conduce, sin embargo, a pensar que las tecnologías de imágenes cerebrales se irán perfeccionando y simplificando, bajarán sus costos, serán portátiles y tendrán mayor resolución espacial y temporal que las actuales, y se podrán usar en la escuela. Cuando esto suceda será posible contar con imágenes cerebrales de maestros y alumnos en interacción. Estas intervenciones deberán respetar los valores propios de la cultura local y los principios universales de la moral y de la ética que guían toda acción humana. Para ello será necesario crear comités de neuroética en las escuelas, en analogía con los comités de bioética en los hospitales.
La neuroeducación es una nueva interdisciplina que está dirigida a todos los profesionales que tienen que ver con la enseñanza, en todos sus niveles, inicial, primaria, secundaria, universitaria, a psicólogos, profesionales de ciencias afines y padres de familia.
Las investigaciones acerca de cómo el cerebro se desarrolla y aprende han tenido un gran impacto en el ámbito educativo. Los estudios que pretenden comprender los mecanismos cerebrales que subyacen al aprendizaje y la memoria, sus variaciones con la edad, la genética y el medio ambiente, las emociones y la motivación, han podido sustentar teóricamente las estrategias educativas y han permitido diseñar programas educativos que optimicen el aprendizaje. Las Neurociencias pueden ofrecer el conocimiento de cómo el cerebro aprende y procesa nueva información a lo largo del ciclo de vida 

## Los estudios de neurociencias en el mundo
El mayor desafío de la neuroeducación es la integración de las muy variadas disciplinas, prácticas y tecnologías que deben incorporarse al nuevo campo de estudio y de acción. Un primer paso ha sido dado recientemente por algunas universidades que ofrecen cursos integrados de postgrado en ciencias neurocognitivas y educación. Desde 2002 la Escuela de Educación de la Universidad de Harvard brinda un curso anual sobre mente, cerebro y educación. Otras universidades como el Centro de Neurociencias en Educación de Cambridge y el Centro de Transferencia para las Neurociencias y el Aprendizaje de Ulm en Europa desarrollan programas similares. 
Algunos hitos de la historia reciente de la neuroeducación merecen citarse. En 1988 la American Educational Research Association AERA creó el grupo SIG The Brain, Neurosciences and Education para promover estos estudios. En 2004 se fundó en los Estados Unidos IMBES, The International Mind, Brain and Education Society cuya primera escuela de verano sobre El cerebro educado tuvo lugar en el Centro Ettore Majorana de Cultura Científica de Erice, Italia, en 2000. Esta misma sociedad publica la revista Mind, Brain and Education que se propone la difusión sistemática de estos temas. Podemos mencionar además las conferencias sobre:
- Mind, Brain and Education (Pontifical Academy of Sciences, 2003)
- Building Usable Knowledge in Mind, Brain and Education (Harvard, 2004)
- Brain-Science and Education (Center for Research on Brain-Science and Society, Japón, 2005)
- Sciences cognitives et éducation, (Académie des Sciences /OECD/CERI, París, 2006)

La lista de proyectos, conferencias y publicaciones se extiende aceleradamente. El programa CERI de la OECD Organización para la Cooperación y el Desarrollo Económico ofrece un panorama actualizado de los proyectos de neuroeducación en marcha en el mundo.
La característica común de todos estos proyectos neuroeducativos es el trabajo en equipo, internacional e interdisciplinario. Una increíble variedad de disciplinas y conocimientos, de personalidades y motivaciones se entrelazan y fecundan en una tarea educativa que pocos pudieron imaginar hace apenas una década. Pero tal vez lo decisivo haya sido que los educadores y los investigadores han comenzado a conocerse mejor, a trabajar juntos, a enriquecerse mutuamente. Las alianzas más variadas se construyen por encima de las fronteras tradicionales y se van extendiendo a culturas diferentes de manera sistemática. Esto es importante pues la educación es a su vez semilla y fruto de la cultura. La novedad es que hoy podemos estudiar cómo se incorpora la cultura en el cerebro (Paulesu et al, 2000). La exploración de este campo apasionante apenas ha comenzado pero ya promete resultados que transformarán muchas ideas y prácticas educativas.